# Dingazi
Dingazi  est une localité et une commune rurale du Niger, du département de Ouallam et de la région de Tillaberi.

## Géographie
La localité de Dingazi Bandé est située à 55 km à l'est de la préfecture Ouallam.
| Tondikiwindi | Banibangou | Abala       |
| Ouallam      | Dingazi    | Filingué    |
| Karma        | Simiri     | Tondikandia |

## Histoire
La commune rurale est instaurée en 2002, elle est issue du canton de Ouallam partagé entre les communes de Ouallam et Dingazi.

## Population
Lors du recensement général de 2012, la population communale est relevée à 44 486 habitants, dont 2 012 habitants pour la localité chef-lieu. La commune est peuplée par les éthnies Zarma et Arawa.

## Villages
La commune s'étend sur 41 villages, 84 hameaux et 5 camps. 

## Services et infrastructures
La commune abrite les services suivants :
- Collège d'enseignement général (CEG) à Dingazi.
- Centre de Formation aux Métiers (CFM) à Dingazi.
- Centre de Santé Intégré (CSI) à Dingazi, et dans les campements de Diep Béri et Farka Kalley.

## Économie
L’agriculture pluviale est pratiquée au sud territoire communal, l'agropastoralisme au sud.